# Мифография
Мифо́графы (др.-греч. μυθογράφοι) — название ряда древних грамматиков, занимавшихся объяснением мифов.
Как пишет проф. В. Н. Ярхо, термин мифограф означает по своему составу «пишущий (излагающий) мифы», под мифографией в антиковедении понимается в первую очередь художественная интерпретация мифов, а во вторую — их изложение, уже получивших воплощение в художественных произведениях.
Мифографы составляли пересказы (др.-греч. ὑποθέσεις) отдельных поэтических произведений — драм или эпосов и пытались привести их мифические сюжеты во взаимную связь. Отдельные работы такого рода составляли ещё Аристофан Византийский, Асклепиад Трагильский (Асклепиад из Трагила) и киклографы.
Профессор В. Н. Ярхо отмечает мифографию как традицию, которая начинается именами Метродора из Лампсака и Стесимброта с острова Тасоса (оба — V в. до н. э.), древнегреческих комментаторов Гомера.
Прагматическое изложение мифов прежде всего дал Эвгемер, родоначальник эвгемеризма; позже, под влиянием стоиков, развилось аллегорическое толкование, основывавшееся на беспочвенной этимологии и во времена императора Октавиана Августа приведенное в систему для объяснения Гомера.
По словам Геродота, «Гомер и Гесиод научили эллинов богам: они распределили между богами священные имена, принадлежащие каждому, и закрепили за каждым область владычества, и подобающий каждому вид почитания; они наглядно описали образ каждого божества».
Древнейшие, наиболее обширные труды мифографов не дошли до нас. Патриарх Константинопольский Фотий I ещё имел под руками сравнительно полный экземпляр «Библиотеки», приписываемой Аполлодору. Дошедшие из неё отрывки с кратким очерком истории богов и героев, вероятно, относятся ко временам императоров Адриана или Александра Севера (см. Псевдо-Аполлодор).
Также в искалеченном виде дошёл до нас более ранний труд Палефата, «Περὶ απίστιον», написанный в рационалистическом духе, причём некоторые догадки его очень остроумны: например сказание о создании Дедалом статуй, двигавшихся как живые существа, он объясняет тем, что Дедал первый стал отделять у изваяний руки и ноги от туловища. Следующие мифографы, Гераклид Понтийский и анонимный автор книги «Περὶ απίστιον», идут по пути Палефата, видя, например, в гомеровской Скилле прекрасную гетеру, обиравшую чужеземцев, и т. д. Сюда же можно отнести и сочинения Корнута «О приходе богов».
Мифографами также были Геродор Гераклейский, Анаксимен Лампсакский, Конон.
Сухие пересказы представляют собой «Метаморфозы» Антонина Либерала. Немного более ранний по времени Птолемей Гефестион представляет особый тип мифографов: его «Новая история» (др.-греч. «Καινὴ ἱστορία») наполнена вымышленными мифами с ссылками на писателей, в основном не существовавших.
В собраниях римских мифографов прежде всего помещаются «Мифы» (лат. «Fabulae») Гигина, собравшего в бессвязный сборник 244 рассказа, в основном из греческой мифологии; далее «Mythologica» Фульгенция, составленные, вероятно, в VI в. н. э., «Argumenta Metamorphoseon Ovidii» Лактанция или Луктация Плацида, давшего пересказы из Овидия, и другие.